# Region Slezská brána
Region Slezská brána je svazek obcí v okresu Frýdek-Místek a okresu Ostrava-město, jeho sídlem je Paskov a jeho cílem je ochrana společných zájmů a zmnožení sil a prostředků při prosazování zájmů přesahujících svým rozsahem a významem každé účastnické město či obec, vzájemná spolupráce na společných projektech regionu, prezentace regionu. Sdružuje celkem 17 obcí a byl založen v roce 1999.

## Obce sdružené v mikroregionu
- Vratimov
- Paskov
- Kaňovice
- Řepiště
- Sedliště
- Václavovice
- Krásná
- Žabeň
- Sviadnov
- Morávka
- Nižní Lhoty
- Vyšní Lhoty
- Nošovice
- Pražmo
- Raškovice
- Dobratice
- Vojkovice